# Dioclea

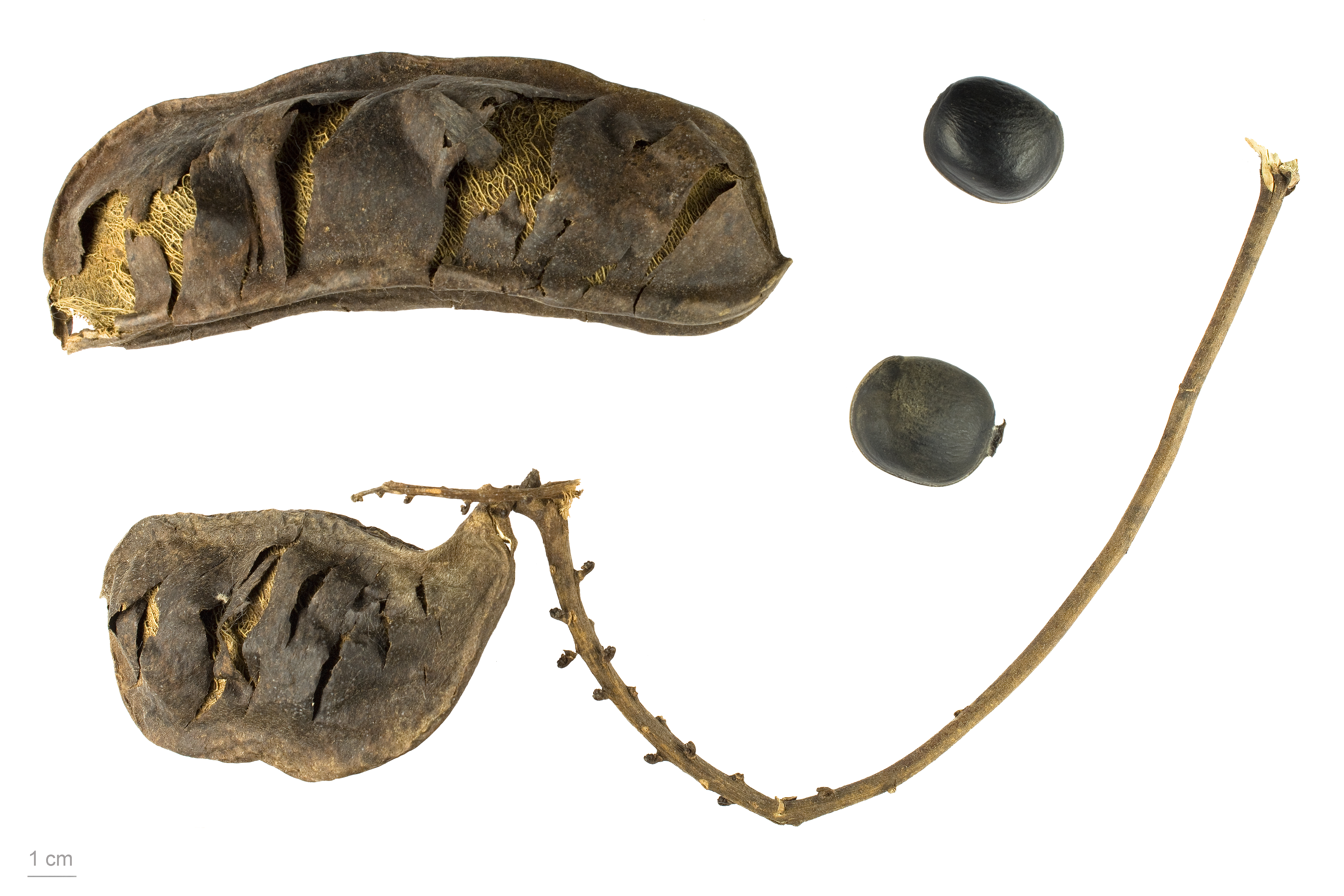
Dioclea macrocarpa

Dioclea es un género de plantas con flores  perteneciente a la familia Fabaceae. Comprende 95 especies descritas y de estas, solo 55 aceptadas.

## Descripción
Son plantas trepadoras leñosas, bejucos y ocasionalmente arbustos grandes. Con 3 folíolos, mayormente ovados, márgenes enteros, estipelas setáceas a filiformes; estípulas siempre presentes, ya sea sin prolongarse por debajo de su inserción o poco a muy prolongadas por debajo de su inserción. Inflorescencias pseudoracemosas, axilares, erectas, cada nudo con varias flores, bracteadas, bracteoladas; cáliz 4- o 5-lobado, los lobos superiores parcial o completamente unidos; pétalos purpúreos, azulados, lilas a casi blancos, estandarte reflexo, alas libres, quilla fusionada distalmente; estambres 10, pseudomonadelfos, anteras dimorfas o uniformes; pistilo geniculado, ovario velloso, sección superior del estilo glabra, estigma capitado, glabro. Legumbres oblongas, comprimidas o cilíndricas, con dehiscencia variable; semillas variables, hilo linear, rodeando casi 1/2–3/4 de la testa.

## Taxonomía
El género fue descrito por Carl Sigismund Kunth y publicado en Nova Genera et Species Plantarum (quarto ed.) 6: 437-438, en el año 1823. . La especie tipo es Dioclea sericea Kunth.

## Especies
| - Dioclea albiflora - Dioclea apurensis - Dioclea aurea - Dioclea bicolor - Dioclea burkartii - Dioclea cassinoides (disputado) - Dioclea coriacea - Dioclea decandra - Dioclea densiflora - Dioclea dichrona (disputado) - Dioclea dictyoneura - Dioclea edulis - Dioclea erecta - Dioclea ferruginea - Dioclea fimbriata - Dioclea flexuosa - Dioclea funalis - Dioclea glabra - Dioclea grandiflora - Dioclea guianensis - Dioclea hexandra – ojo de buey de la costa (Cuba) - Dioclea holtiana - Dioclea huberi - Dioclea javanica (disputado) - Dioclea latifolia - Dioclea lehmannii (disputado) | - Dioclea leiantha - Dioclea macrantha - Dioclea macrocarpa - Dioclea malacocarpa - Dioclea marginata - Dioclea megacarpa - Dioclea mollicoma - Dioclea mollis (disputado) - Dioclea odorata (disputado) - Dioclea ornithoryncha (disputado) - Dioclea paniculata - Dioclea pulchra - Dioclea reflexa - Dioclea rigida - Dioclea rostrata (disputado) - Dioclea ruddiae - Dioclea rufescens - Dioclea schimpffii (disputado) - Dioclea schottii - Dioclea sclerocarpa - Dioclea sericea - Dioclea ucayalina - Dioclea umbrina - Dioclea violacea - Dioclea virgata - Dioclea wilsonii |